# (65169) 2002 CR167
2002 سي أر 167 (ويعرف أيضًا باسم (65169) 2002 سي أر 167 وفق تسمية الكوكب الصغير) (بالإنجليزية: 2002 CR167)‏ هو كويكب ضمن حزام الكويكبات؛ وترتيبه 65169 من حيث الاكتشاف.
اكتُشف هذا الجُرم الفلكي بواسطة بحث لنكولن عن الكويكبات القريبة من الأرض في 8 فبراير 2002.

## وصلات خارجية
- (65169) 2002 CR167 في قاعدة بيانات مختبر الدفع النفاث لأجرام النظام الشمسي الصغيرة

- الاكتشاف · مخطط المدار ·  العناصر المدارية · المعلمات المادية

- (65169) 2002 CR167 على موقع ويكي سكاي: DSS2, SDSS, GALEX, IRAS, Hydrogen α, X-Ray, Astrophoto, Sky Map, Articles and images